# Dora Vasconcellos
Dora Vasconcellos   (Rio de Janeiro, 1910 - Port-of-Spain, 25 d'abril de 1973) fou una poeta i diplomàtica brasilera. Se la considera impulsora de la bossa nova als Estats Units en la dècada de 1960, quan era cònsola general de Brasil a Nova York. També fou ambaixadora a Canadà i a Trinitat i Tobago des de 1970 fins a la seua mort al 1973.
Els seus poemes més conegut són "Cançó d'amor", "Melodia sentimental" i "Cant trist", interpretats per Heitor Villa-Lobos en la composició The Amazon Forest.

## Publicacions
- 1952: Palavra Sem Eco (116 exemplars).[4][5]
- 1958: Surdina do contemplado.[6][7]
- 1963: O Gran Caminho do Branco.[8]